# Радови Пољопривредно-прехрамбеног факултета Универзитета у Сарајеву
Радови Пољопривредно-прехрамбеног факултета Универзитета у Сарајеву (енгл. Works of Faculty of Agriculture and Food Sciences) je стручни часопис који повремено излази од 1960. године и бави се питањима из пољопривреде.

## О часопису
Први број Радови Пољопривредног факултета Универзитета у Сарајеву (енгл. Works of the Faculty of Agriculture, University of Sarajevo) изашао је у штампи Сарајевског графичког завода 1960. године. Часопис и данас излази под називом Радови Пољопривредно-прехрамбеног факултета Универзитета у Сарајеву. У њему се објављују научни радови, научно-стручне расправе, грађа и слични прилози чланова Пољопривредног факултета у Сарајеву, као и његових спољних сарадника.

### Историјат
Радови Пољопривредног факултета Универзитета у Сарајеву је наставак часописа Радови Пољопривредно-шумарског факултета Универзитета у Сарајеву (ISSN 1512-6862) који је излазио повремено од 1956. до 1958. године. Уредник је у то време био Никола Ждановски. Од 1976. (бр. 27) издавачи су Пољопривредни факултет у Сарајеву и Југославенска заједница научно истраживачких организација у области сточарских наука.

## Уредници
- Бранислав Беговић - од бр. 4 (1959)[3]
- Љубо Божић - од бр. 19 (1968)
- Таиб Шарић - од бр. 28 (1977)[1]
- Мирха Ђикић[2]

## Теме
- ратарство
- воћарство
- повртарство
- виноградарство и винарство
- пчеларство
- сточарство
- шумарство
- прехрамбена технологија
- урбана пољопривреда

## Електронски облик часописа
Бројеви часописа који су изашли од 2016. до 2018. су и електронски доступни на сајту Пољопривредно-прехрамбеног факултета у Сарајеву.